# Distrito histórico de Riverview
El Distrito histórico de Riverview es un distrito histórico ubicado a lo largo del río Chattahoochee en Valley, Alabama, Estados Unidos. Fue incluido en el Registro de Monumentos y Patrimonio de Alabama el 19 de diciembre de 1991 y en el Registro Nacional de Lugares Históricos el 12 de noviembre de 1999.

## Galería

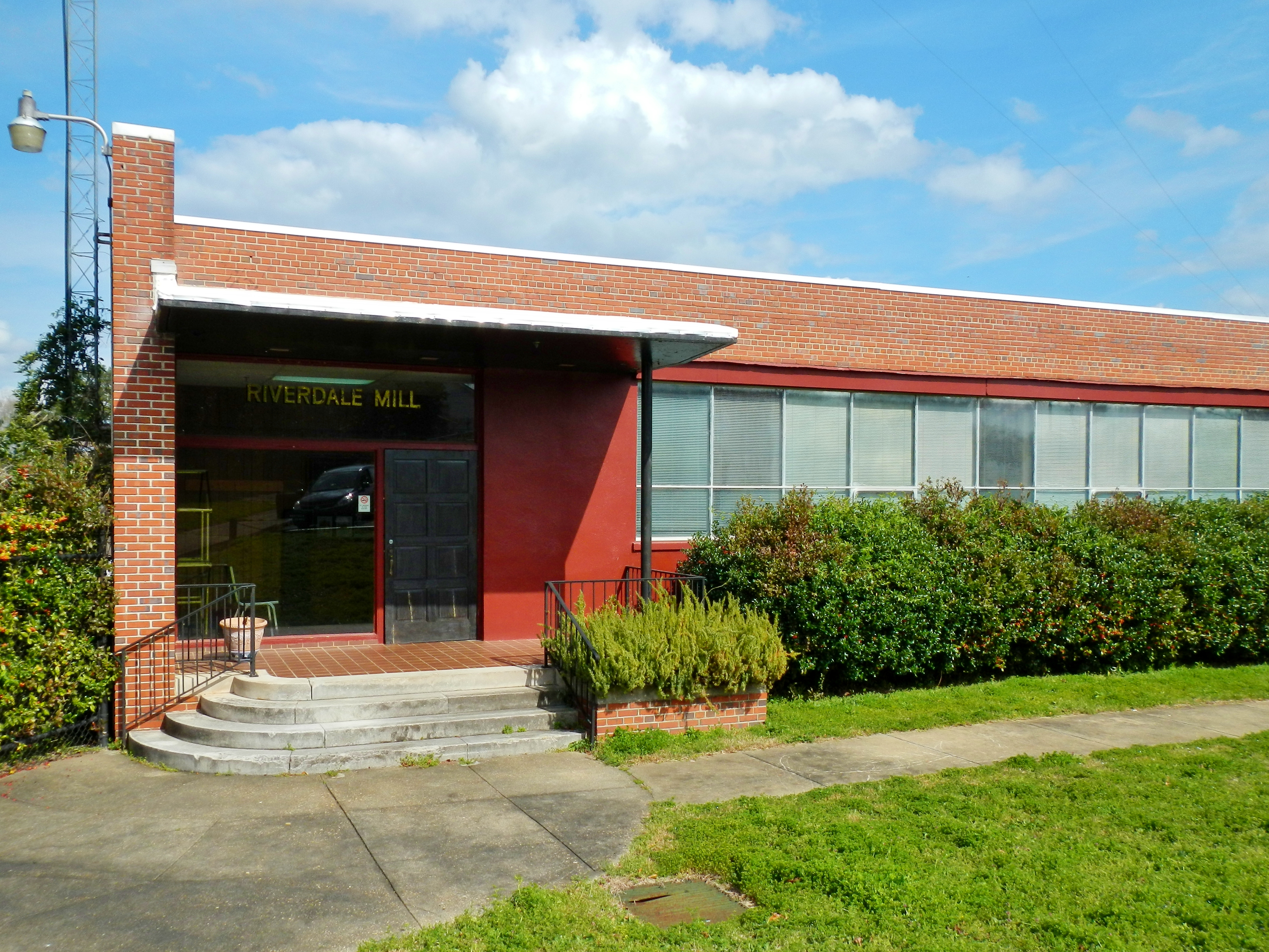
El molino de Riverdale en el distrito histórico de Riverview.
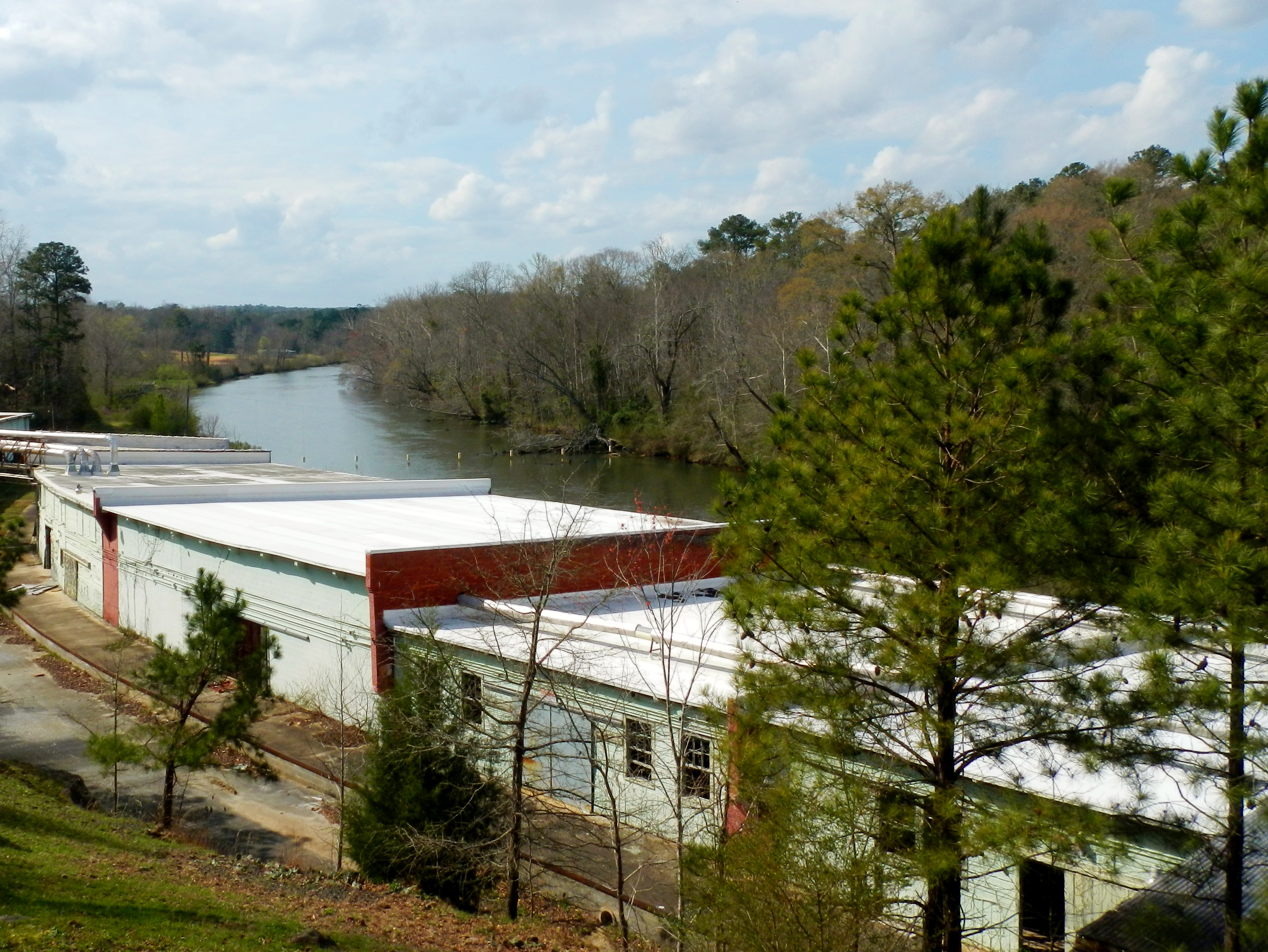
El río Chattahoochee en Riverdale Mill.
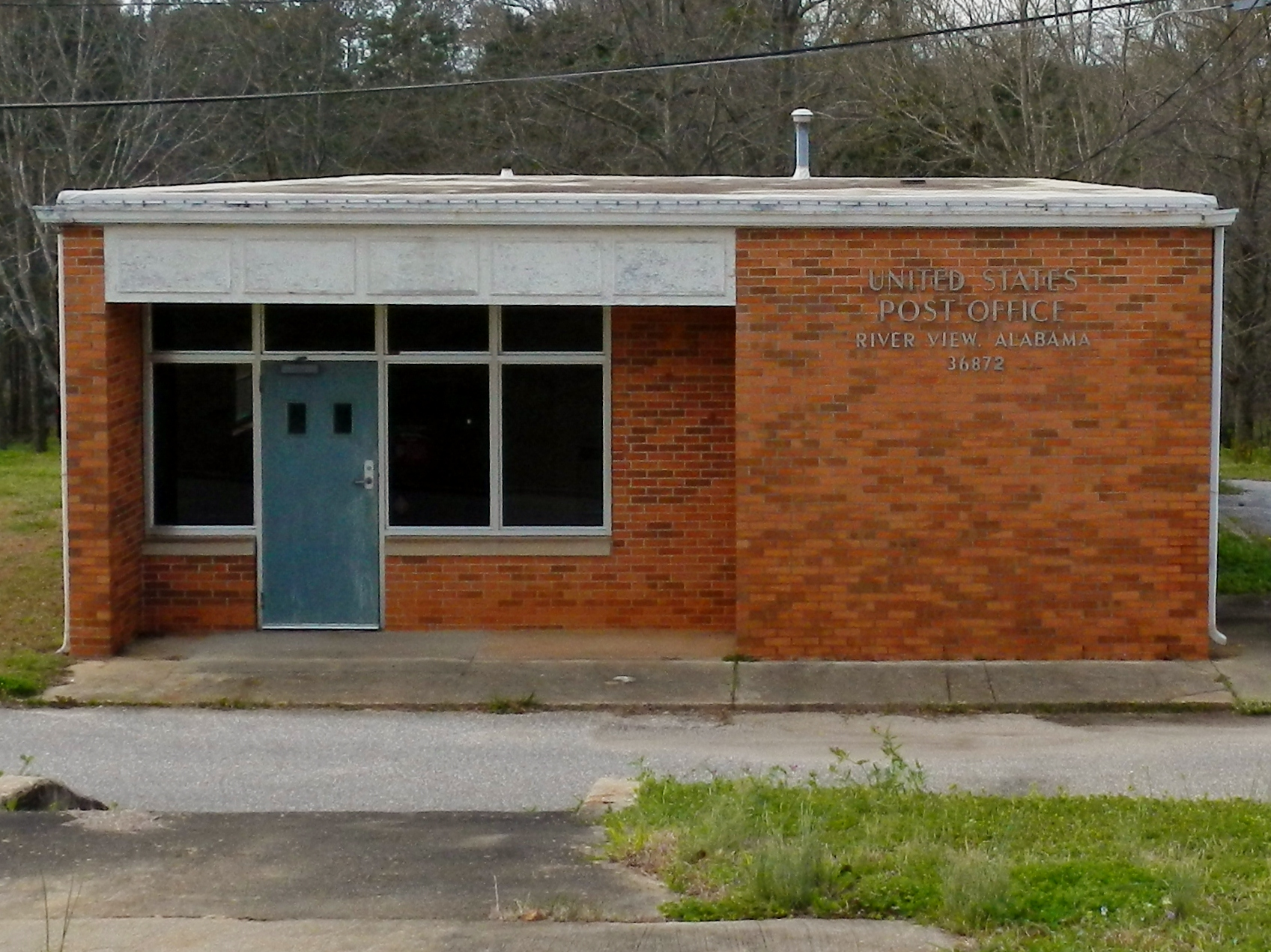
La oficina de correos ahora desaparecida (ZIP code: 36872) en River View, Alabama.